# Supercopa da Inglaterra de 2023
A Supercopa da Inglaterra de 2023 ou 2023 FA Community Shield, foi a 101ª edição da Supercopa da Inglaterra, uma partida anual disputada entre os vencedores da Premier League e da Copa da Inglaterra da temporada anterior . A partida foi realizada no dia 6 de agosto de 2023 entre Manchester City e Arsenal, onde o Arsenal conseguiu um empate heróico nos últimos minutos da partida e venceu a equipe do Manchester City nas penalidades por 4x1.
O Liverpool defenderia o título campeão, mas não se classificou para disputar esta edição, não conseguindo se sagrar campeão da Premier League ou da Copa da Inglaterra.

## Antecedentes
O Manchester City conseguiu sua vaga por ter sido campeão da Premier League de 2022–23. Foi sua 15ª disputa (3ª consecutiva), com seis vitórias.
Devido ao Manchester City ter conquistado a Copa da Inglaterra numa vitória sobre o Manchester United na final da Copa da Inglaterra de 2022–23, o Arsenal, segundo colocado na Premier League 2022–23, garantiu a segunda vaga. Essa foi a 24ª disputa do Arsenal, tendo se sagrado campeão em 16 delas, na qual está empatado com o Liverpool como segundo clube mais vencedor do torneio.

## Detalhes da partida
Partida única
| 6 de agosto de 2022 | Arsenal         | 1–1       | Manchester City | Estádio de Wembley, Londres             |
| 16:00 (UTC+1)       | Trossard 90+11' | Relatório | 77' Palmer      | Público: 81 145 Árbitro: Stuart Attwell |

|                                     |       | Penalidades                    |  |
| Ødegaard Trossard Saka Fábio Vieira | 4 – 1 | De Bruyne Bernardo Silva Rodri |  |

## Campeão
| Campeão da Supercopa da Inglaterra de 2023 |
| ------------------------------------------ |
| ARSENAL 17° titulo                         |